# Vrangsjön
Vrangsjön är en sjö i Aneby kommun i Småland och ingår i Motala ströms huvudavrinningsområde. Sjön har en area på 1,41 kvadratkilometer och ligger 257 meter över havet. Sjön avvattnas av vattendraget Vrangsjöbäcken.

## Delavrinningsområde
Vrangsjön ingår i det delavrinningsområde (641735-144658) som SMHI kallar för Utloppet av Vrangsjön. Medelhöjden är 263 meter över havet och ytan är 4,04 kvadratkilometer. Räknas de 2 delavrinningsområdena uppströms in blir den ackumulerade arean 16,94 kvadratkilometer. Vrangsjöbäcken som avvattnar avrinningsområdet har biflödesordning 3, vilket innebär att vattnet flödar genom totalt 3 vattendrag innan det når havet efter 200 kilometer. Delavrinningsområdet består mestadels av skog (55 %) och jordbruk (10 %). Avrinningsområdet har 1,41 kvadratkilometer vattenytor vilket ger det en sjöprocent på 25 %.